# Somatina postlineata
Somatina postlineata är en fjärilsart som beskrevs av W. Warren 1899. Somatina postlineata ingår i släktet Somatina och familjen mätare. Inga underarter finns listade i Catalogue of Life.